# Damian Walshe-Howling
Damian Walshe-Howling (Melbourne, Victoria; 22 de enero de 1971) es un actor australiano conocido por haber interpretado a Adam Cooper en la serie Blue Heelers.

## Carrera
En 1994 se unió al elenco de la serie Blue Heelers donde interpretó al oficial Adam Cooper hasta 2006.
En 2002 apareció en el tráiler Tropfest de Australia junto a los actores Joel Edgerton y Kimberley Davies, el video fue dirigido por Patrick Hughes.
En 2008 apareció en la exitosa serie Underbelly, donde interpretó al criminal y traficante de drogas Andrew "Benji" Veniaman.
En 2011 se unió como personaje recurrente en la serie Terra Nova, donde interpreta a Carter, un miembro de los Sixers comandado por Mira (Christine Adams).
En 2012 apareció en la miniserie de seis partes Bikie Wars: Brothers in Arms, la cual se basó en la masacre de Milperra ocurrida el día del padre en 1984 en Australia.
En 2013 apareció en la miniserie Janet King, donde interpretó al fiscal Owen Mitchell. Ese mismo año apareció en la webserie Event Zero.
En 2014 se unió al elenco de la nueva serie de crimen Old School, donde interpretó a Vince Pelagatti, el dueño del club nocturno que comienza a interesarse por Shannon Cahill (Hanna Mangan-Lawrence) la nieta del detective Lennie Cahill (Bryan Brown).
En agosto de 2018 se anunció que se había unido al elenco principal de la nueva serie Bite Club donde dio vida al doctor Kristof Olsen, un psicólogo y el novio de la detective Zoe Rawlings (Ash Ricardo).

## Filmografía

### Series de televisión
| Año           | Título                         | Personaje               | Notas                           |
| ------------- | ------------------------------ | ----------------------- | ------------------------------- |
| 2018-presente | Bite Club                      | Dr. Kristof Olsen       |                                 |
| 2017          | Welfare                        | Jackson Spencer         | ep. "Debt Recovery"             |
| 2017          | Blue Murder: Killer Cop        | Alan Abrahams           | Ep. #1 - miniserie              |
| 2014-2017     | Janet King                     | Owen Mitchell           | 24 episodios                    |
| 2014          | Old School                     | Vince Pelagatti         | 7 episodios                     |
| 2013          | The Time of Our Lives          | Ewan                    | 9 episodios                     |
| 2012          | Planet unEarth                 | -                       | episodio # 2.6                  |
| 2012          | Bikie Wars: Brothers in Arms   | Mario "Chopper" Cianter | 6 episodios - miniserie         |
| 2011          | Terra Nova                     | Carter                  | 7 episodios                     |
| 2009          | East West 101                  | Tony Caruso             | episodio "Just Cargo"           |
| 2009          | Rescue Special Ops             | Nick                    | episodio "Thrillseekers"        |
| 2009          | Whatever Happened to That Guy? | Jarred                  | episodio "How Now Bryan Brown?" |
| 2009          | Mordy Koots                    | Enemigo de Mordy        | -                               |
| 2008          | Underbelly                     | Andrew "Benji" Veniaman | 6 episodios                     |
| 2007-2008     | Satisfaction                   | Gino                    | 2 episodios                     |
| 2007          | All Saints                     | Jacob Shipper           | episodio "Running on Impulse"   |
| 2007          | Wilfried                       | Keith                   | episodio "Dog Eat Dog"          |
| 1994-2006     | Blue Heelers                   | Oficial Adam Cooper     | 180 episodios                   |
| 2003          | Stingers                       | Dave Williams           | episodio "Practice of Deceit"   |
| 2002          | Marshall Law                   | Jeffrey Mason           | episodio "Snorting Charlie"     |
| 2001          | The Secret Life of Us          | Mac                     | 7 episodios                     |
| 2001          | Love Is a Four-Letter Word     | Dean Masselos           | 4 episodios                     |
| 1994          | Neighbours                     | Troy Duncan             | 3 episodios                     |
| 1994          | Sky Trackers                   | Hoon                    | episodio "Penguin Point"        |

### Películas
| Año  | Título                             | Personaje         | Notas                                                                                            |
| ---- | ---------------------------------- | ----------------- | ------------------------------------------------------------------------------------------------ |
| 2013 | Around the Block                   | Mr. Graham        | junto a Christina Ricci, Matthew Nable, Daniel Henshall, Andrea Demetriades y Josh Quong Tart    |
| 2013 | Mystery Road                       | Wayne             | junto a Aaron Pedersen, Hugo Weaving, Ryan Kwanten, Roy Billing, Robert Mammone y Samara Weaving |
| 2013 | Summer Suit                        | Padre             | corto - junto a Diana Glenn, Bethany Whitmore y Lucy Tyler                                       |
| 2011 | Post Apocalyptic Man               | Shade             | corto - junto a Michael Dorman                                                                   |
| 2011 | Monkeys                            | Amigo             | corto - junto a Damon Herriman y Krew Boylan                                                     |
| 2011 | Panic at Rock Island               | Rufus Mitchell    | junto a Grant Bowler, Viva Bianca, Zoe Cramond, Vince Colosimo, Marshall Napier y Nathan Page    |
| 2010 | The Reef                           | Luke              | junto a Zoe Naylor, Gyton Grantley y Kieran Darcy-Smith                                          |
| 2010 | The Clearing                       | -                 | corto - junto a Clare Bowen y Gareth Davies                                                      |
| 2008 | Crushed                            | -                 | junto a Sally McDonald                                                                           |
| 2006 | Insignia                           | Paul Andrews      | corto - junto a Fabienne Parr                                                                    |
| 2006 | Macbeth                            | Ross              | junto a Sam Worthington, Victoria Hill, Joel Edgerton y Lachy Hulme                              |
| 2006 | Kenny                              | Hombre en el Baño | junto a Nash Edgerton                                                                            |
| 2006 | Teenage Lust                       | Tom               | corto - junto a Emma de Clario                                                                   |
| 2006 | Kenny                              | Hombre en el Baño | corto - junto a Nash Edgerton                                                                    |
| 2005 | Life                               | Joey Cardamone    | junto a Vince Colosimo, Jane Hall, Genevieve O'Reilly, Jacek Koman y Nadia Townsend              |
| 2005 | The Heartbreak Tour                | Danny             | junto a Nathaniel Dean, Anthony Hayes, Toby Schmitz y Caroline Craig                             |
| 2005 | Rupture                            | El Hombre         | corto - junto a Nick Barkla                                                                      |
| 2005 | The Unbrella Men                   | John              | corto - junto a Benjamin McNair                                                                  |
| 2005 | Three Months at Sea                | Julian            | corto - junto a Kristen Hilton y Matthew Quartermaine                                            |
| 2004 | Josh Jarman                        | Maestro de Teatro | junto a Marcus Graham y Kestie Morassi                                                           |
| 2003 | Ned Kelly                          | Policía           | junto a Anthony Hayes                                                                            |
| 2001 | He Died with a Felafel in His Hand | Milo              | junto a Noah Taylor y Emily Hamilton                                                             |
| 2001 | Saturn's Return                    | Dimi              | junto a Joel Edgerton, Tina Bursill y Harold Hopkins                                             |
| 2000 | Halifax f.p: A Person of Interest  | Scott Brennan     | junto a Rebecca Gibney, Andy Anderson y Doris Younane                                            |
| 2000 | A Wreck, a Tangle                  | Benjamin          | junto a Anna Lise Phillips, Cameron Stewart y Rebecca Frith                                      |
| 1990 | More Winners: Boy Soldiers         | Reg Sanders       | junto a Gary Sweet                                                                               |

### Teatro
| Año | Obra                     |
| --- | ------------------------ |
| -   | Pericles, Prince of Tyre |
| -   | A View of Concrete       |

### Director, escritor y presentador
| Año  | Película/Programa        | Notas                       |
| ---- | ------------------------ | --------------------------- |
| 2012 | Suspended                | corto - director            |
| 2010 | Customs                  | presentador                 |
| 2008 | Crash Investigation Unit | presentador                 |
| 2008 | Flickerfest-on-EXTRA     | presentador                 |
| 2007 | The Bloody Sweet Hit     | corto - director y escritor |

## Premios y nominaciones
| Año  | Categoría                                                                           | Premio                          | Serie                 | Resultado |
| ---- | ----------------------------------------------------------------------------------- | ------------------------------- | --------------------- | --------- |
| 2009 | Cleo Bachelor of the Year                                                           | Cleo Bachelor of the Year Award | -                     | Nominado  |
| 2009 | Most Outstanding Actor                                                              | Silver Logie Award              | Underbelly            | Nominado  |
| 2008 | Best Guest or Supporting Actor                                                      | AFI Award                       | Underbelly            | Ganó      |
| 2001 | Best Actor in a Guest Role in a Television Drama Series (episodio "State of Limbo") | AFI Awards                      | The Secret Life of Us | Nominado  |